# O Carnaval Cantado de 1932
O Carnaval Cantado de 1932 é um filme documentário brasileiro.
Produzido e dirigido por Vital Ramos de Castro, o documentário sonoro de 40 minutos, em P&B, descreve o carnaval de rua de 1932 na cidade do Rio de Janeiro, com destaque para Carmem Miranda, cuja película foi considerada o primeiro filme, propriamente dito, da atriz e cantora e também pelas primeiras imagens noturnas da capital fluminense, onde foram utilizados refletores do exército para  iluminar a avenida. No filme, Carmen Miranda apresenta o samba "Bamboleô", de André Filho.
O filme estreou em março de 1932 com vários cópias percorrendo o país. Destas cópias, todas desapareceram, bem como o negativo do filme, sendo O Carnaval Cantado de 1932, considerado perdido.